# Stylidium bulbiferum
Stylidium bulbiferum är en tvåhjärtbladig växtart som beskrevs av George Bentham. Stylidium bulbiferum ingår i släktet Stylidium och familjen Stylidiaceae. Utöver nominatformen finns också underarten S. b. macrorhizum.

## Bildgalleri

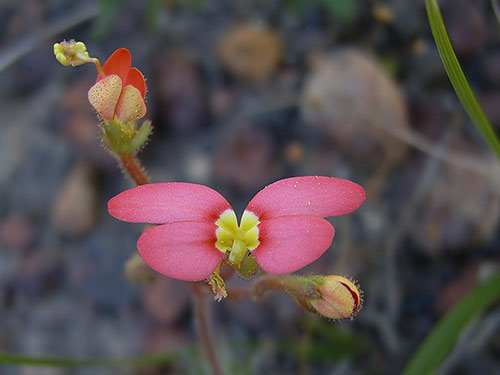
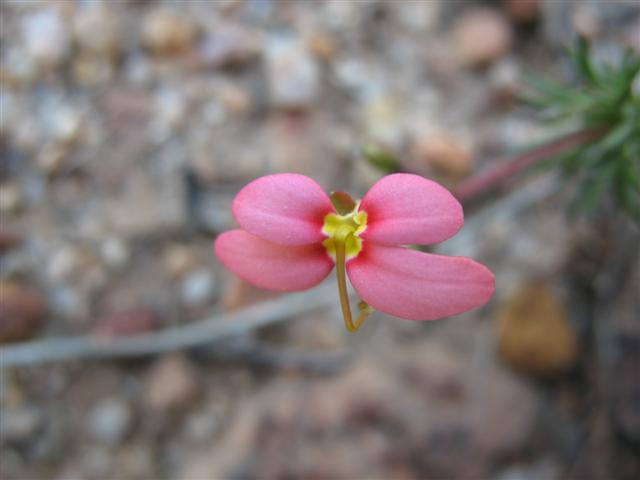
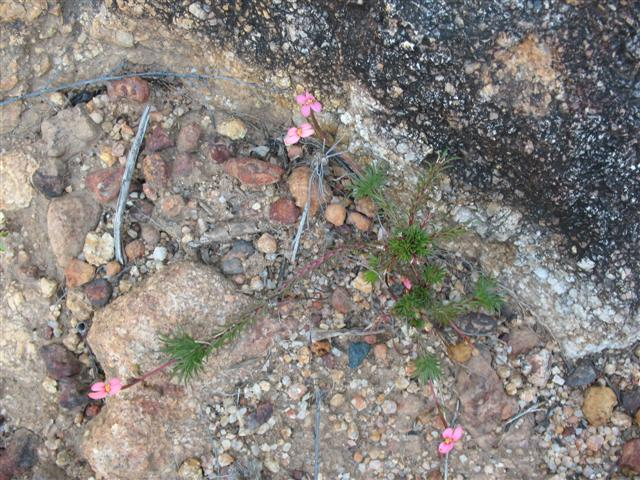
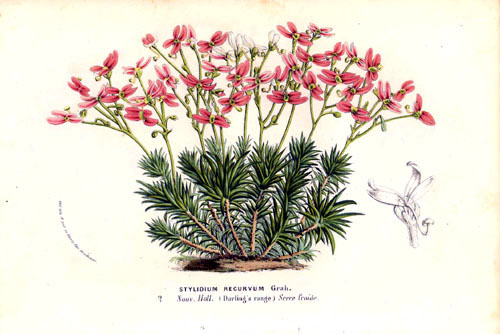
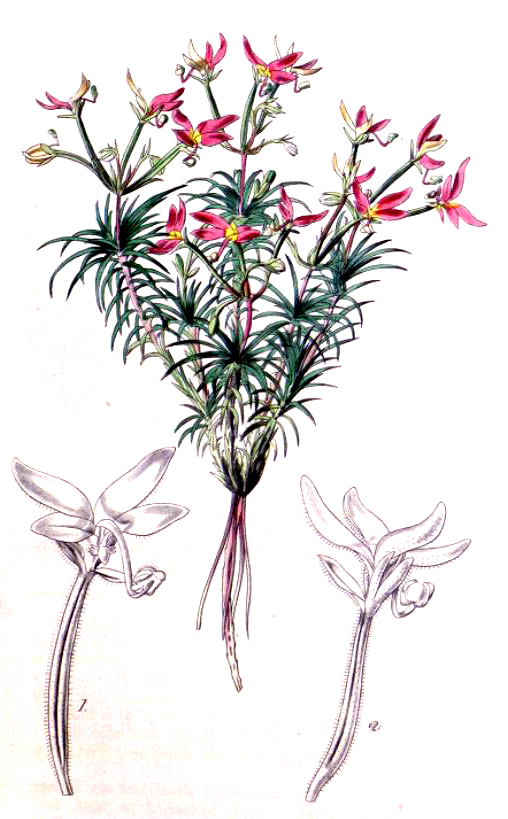